# داء اختزان الغلايكوجين النمط الثالث

مرض تخزين الجليكوجين

مرض تخزين الجليكوجين النوع الثالث هو خلل وراثي متنحي متعلق بعملية الأيض يتميز بنقص إنزيمات الجليكوجين غير المتفرعة. هذا المرض يعرف أيضاً بـمرض كوري نسبةً إلى العالم كارل كوري و زوجته جرتي كوري الحاصلين على جائزة نوبل في الطب عام 1947. ويسمى أيضاً مرض فوربس نسيةً للفيزيائي الأمريكي جيلبرت بيرنت فوربس (1915-2003) الذي وصف أعراض المرض.
يقوم الجسم بتخزين السكريات في صورة جزيئات من الجليكوجين لاستخدامها في إنتاج الطاقة فيما بعد. يتسبب نقص إنزيم أميلو 1,6 جلوكوسيديز أو نقص إنزيمات الجليكوجين غير المتفرعة (التي تساعد في تكسير جزيئات الجليكوجين) في ظهور أعراض مرض تخزين الجليكوجين من النوع الثالث. هذا يتسبب في زيادة كميات من الجليكوجين غير الطبيعي المخزنة في الكبد، والعضلات، والقلب أيضاً في بعض الحالات.

## التصنيف
يتم تصنيف مرض تخزين الجليكوجين النوع الثالث إلى أربعة أنواع:
• مرض تخزين الجليكوجين النوع الثالث أ، هو الأكثر شيوعاً، وهو يتضمن الكبد والعضلات.
• مرض تخزين الجليكوجين النوع الثالث ب، وهو يتضمن الكبد فقط ولا يتضمن العضلات.
• مرض تخزين الجليكوجين النوع الثالث ج، وهو يؤثر على الكبد والعضلات.
• مرض تخزين الجليكوجين النوع الرابع، وهو يؤثر على الكبد فقط ولا يؤثر على العضلات.

## الأعراض
يظهر مرض تخزين الجليكوجين النوع الثالث على الأطفال الرضع الذين يعانون من نقص سكر الدم وفشل النمو. الفحوصات المعملية لدى المصابين بالمرض عادة توضح تضخم في الكبد. هناك أمراض عضلية عادةً تظهر أيضاً بعد ذلك كنقص التوتر واعتلال عضلة القلب. أمراض الكبد تتراجع وتتقهقهر عند بلوغ الفرد فترة المراهقة، و كذلك الحال في حالة تضخم الطحال.

## وراثيـاً

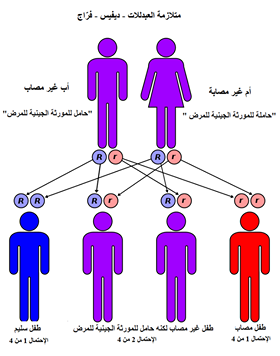
مرض تخزين الجليكوجين النوع الثالث هو مرض متنحي

يوضح علم الوراثة أن مرض تخزين الجليكوجين النوع الثالث هو مرض وراثي يتم توريثه في صورة متنحية مما يعني أن كلا الأبوين يكون حاملاً لجين المرض، ويصيب هذا المرض واحداً من كل 100,000 حالة ولادة حية.

## التشخيص
يتم إجراء الفحوصات والاختبارات التالية لتشخيص حالة مرض تخزين الجليكوجين النوع الثالث :
• خزعة (و هي اختبار طبي يتم عن طريق أخذ عينة من خلايا أو أنسجة ليتم فحصها، وهي عملية إزالة طبيّة لجزئ حيّ ليتم التحقق من وجود علة أو مرض).
• عد دموي شامل (و هو فحص روتيني لأخذ صورة كاملة للدم تساعد بشكل أساسي في تشخيص كثير من الأمراض في مقدمتها أمراض الدم).
• الموجات فوق الصوتية (و هي الترددات الصوتية التي تفوق 20 كيلوهرتز وهي تفوق القدرة السمعية للإنسان).
• فحص الحمض النووي الصبغي (و هو العماد الأساسي للكائنات الحية ووجود حياة على الأرض).

## العلاج
علاج مرض تخزين الجليكوجين النوع الثالث يتطلب نمط غذائي به الكثير من البروتينات من أجل تسهيل عملية استحداث الجلوكوز. بالإضافة إلى ذلك فإن المريض سوف يحتاج الآتي :
• حقن وريدية تحتوي على سكر الجلوكوز.
• متخصص غذائي.
• فيتامين دي (من أجل هشاشة العظام، و المضاعفات الثانوية).
• عملية زرع كبد (إذا حدثت مضاعفات للمرض).